# Edding
Edding est une société allemande dont la production concerne les marqueurs permanents et les stylos feutres indélébiles. Elle a été fondée en 1960 à Hambourg. 
L'organisation des ventes pour la France se trouve à Roncq près de Lille.